# Sinfonia n. 6 (Rubinštejn)
La Sinfonia n. 6 in la minore, Op. 111 di Anton Grigor'evič Rubinštejn, fu composta nel 1886.

## Storia della composizione
Anton Rubinštejn terminò la scrittura della sua sesta sinfonia nell'estate del 1886, e ne diresse la prima esecuzione al Gewandhaus di Lipsia il 28 ottobre dello stesso anno. Questa sinfonia presenta, sia in positivo che in negativo, le caratteristiche tipiche dello stile sinfonico maturo di Rubinštejn.